# Jan Provoost

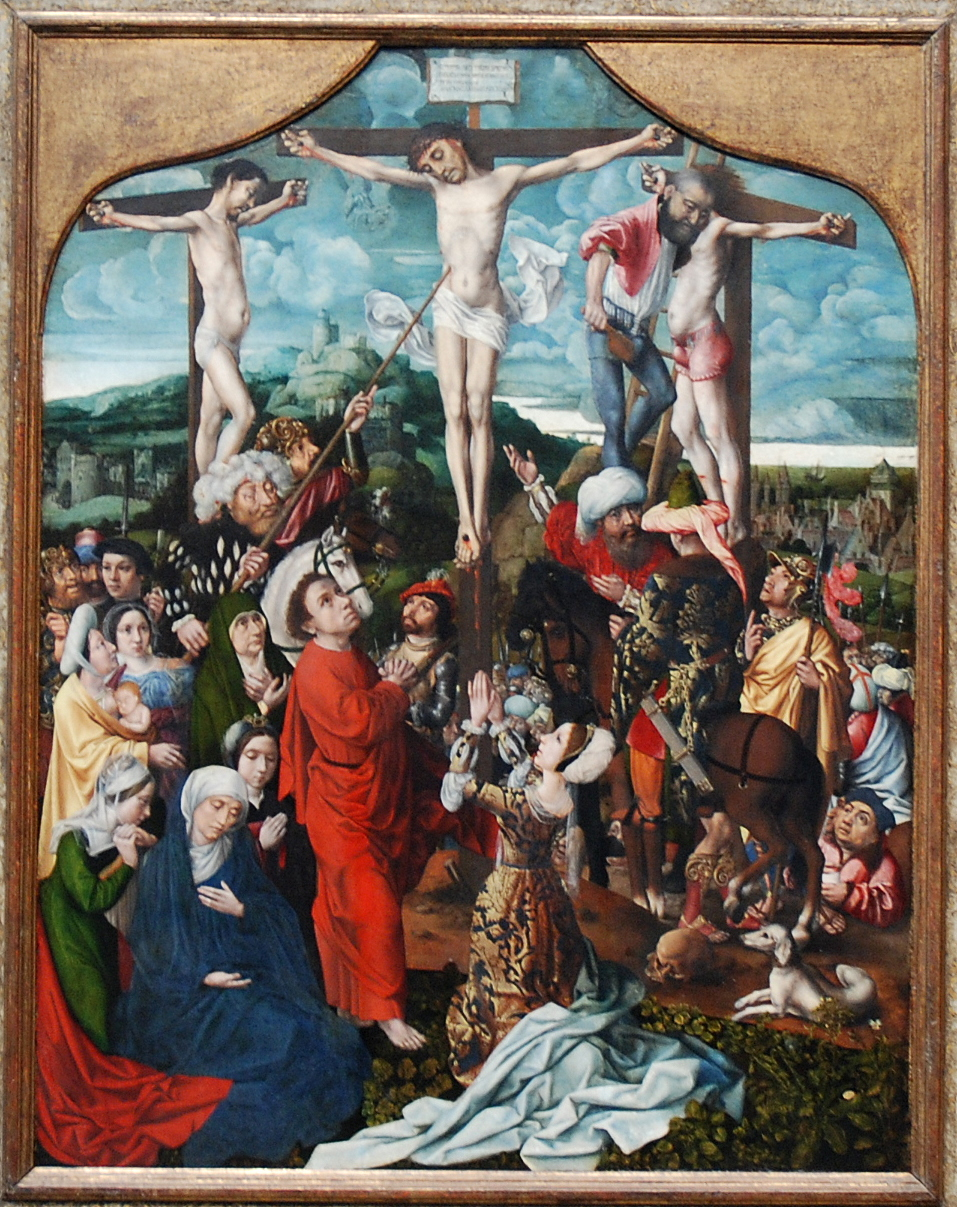
Kruisiging (met op de achtergrond de verdwenen Sint-Donaaskerk) van Jan Provoost in het MSK te Gent

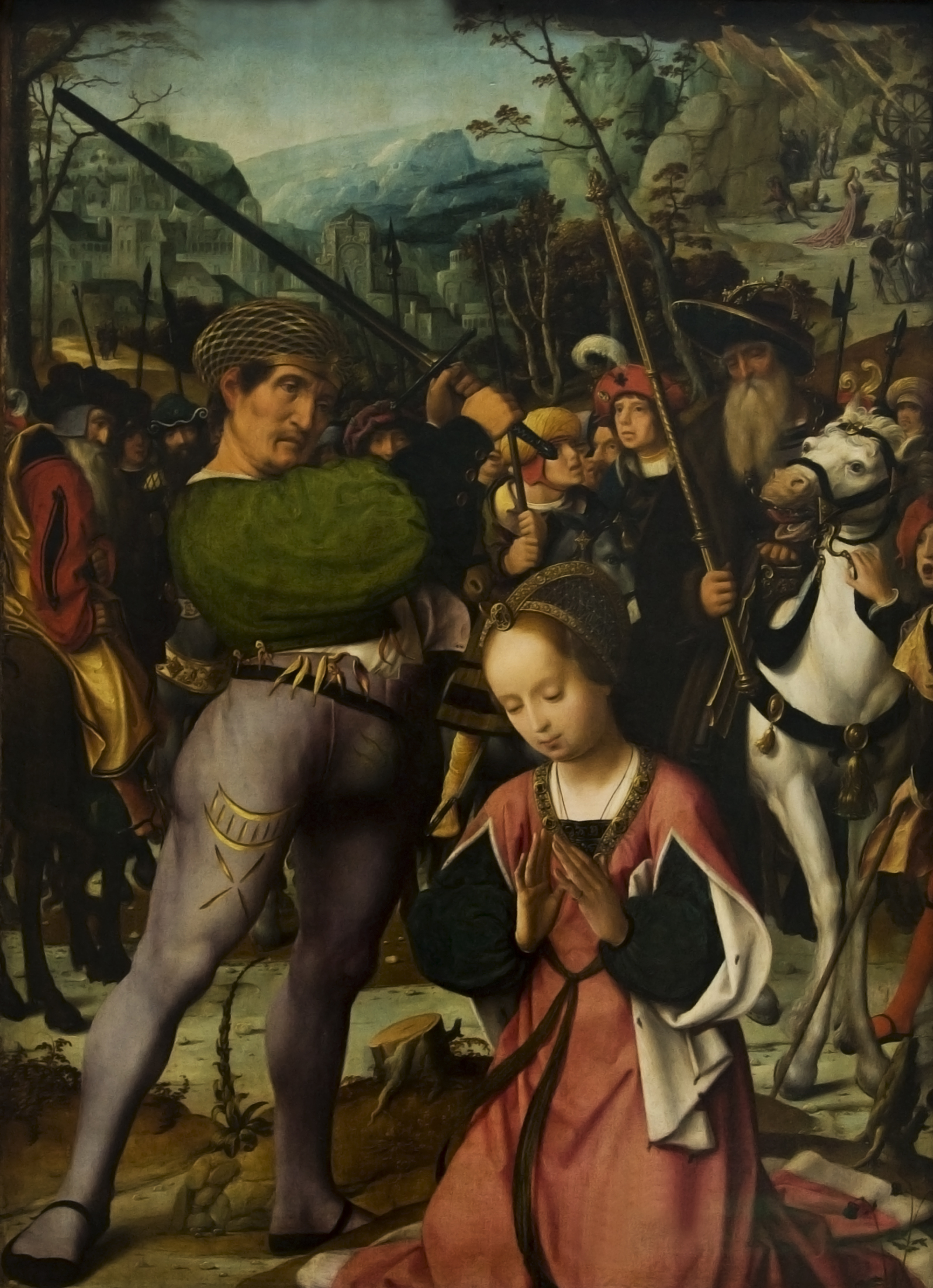
De marteldood van de heilige Catharina van Alexandrië in het Koninklijk Museum voor Schone Kunsten (Antwerpen)

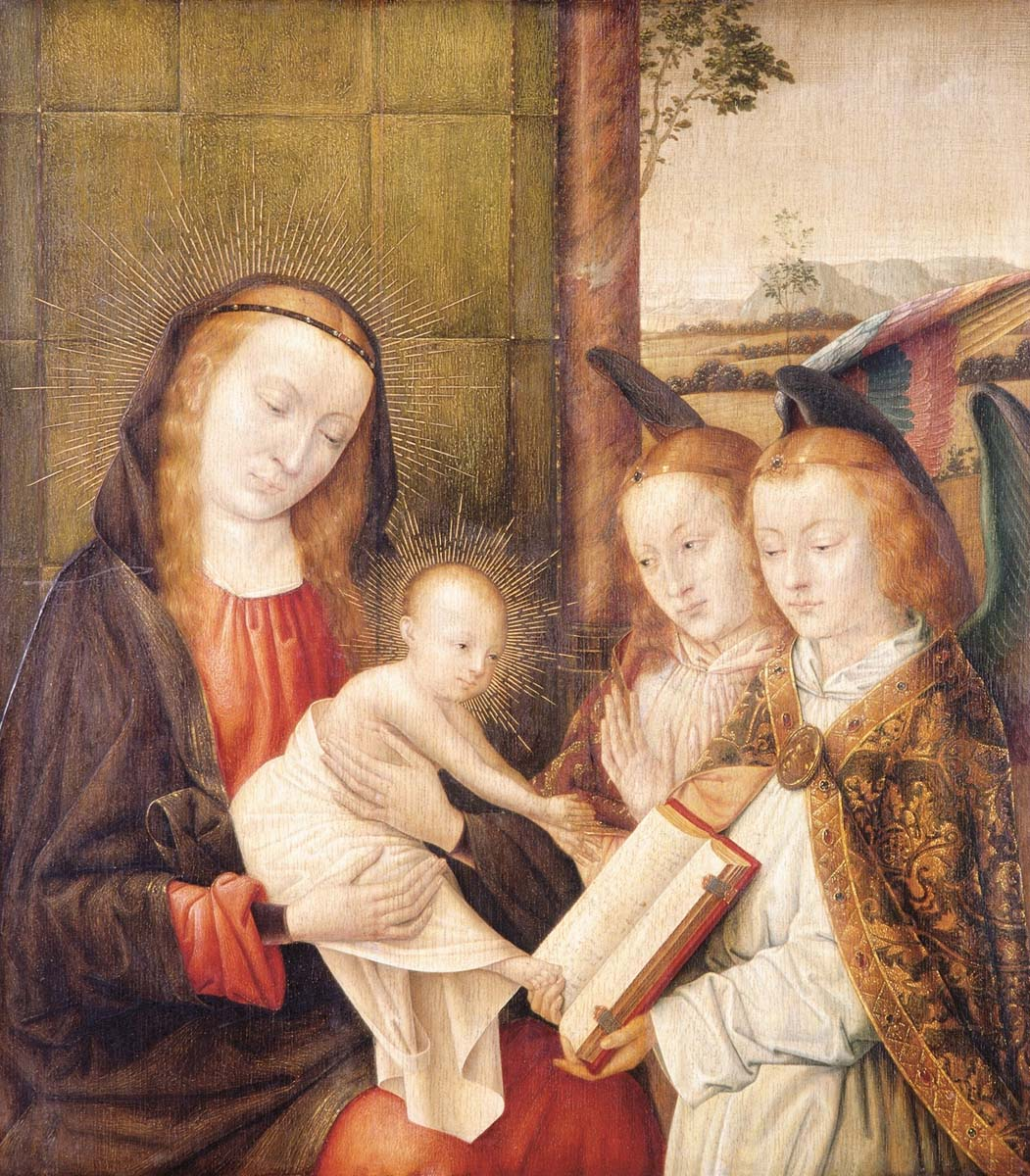
Madonna, jongen en twee engelen in het Casa Museu Eva Klabin (Rio de Janeiro, Brazilië)

Jan Provoost (Bergen, ca. 1463-'65 - Brugge, 1529) was een Henegouws schilder. Hij leerde vermoedelijk het vak in het atelier van zijn vader. Hij vertrok omstreeks 1480 naar Valencijn in Henegouwen om er te werken bij schilder-miniaturist Simon Marmion.

## Levensloop
Toen Marmion in 1489 overleed, huwde Jan Provoost met diens weduwe Johanna de Quarube en werd zo een van de erfgenamen van het atelier. Hij verhuisde in 1493 naar Antwerpen en werd er lid van het Sint-Lucasgilde. Een jaar later werd hij als vrijmeester toegelaten tot het Brugse ambacht van beelden- en zadelmakers. Waarschijnlijk had Provoost ateliers in Antwerpen en in Brugge. In Antwerpen ontmoette hij in 1521 Albrecht Dürer, die met hem naar Brugge kwam en wie hij ook gedurende drie dagen de stad leerde kennen. Provoost huwde een tweede maal met Magdalena de Zwaef (dochter van zadelmaker Adriaan). Een portret van Jan Provoost en zijn derde vrouw Katelijne Beaureins werd geschilderd door Dürer. 
Een van de vroegst bewaard gebleven werken van Provoost is De Kruisiging (Groeningemuseum, Brugge) met een panorama van Jeruzalem dat verrassend realistisch is voorgesteld. Dit schilderij (ontstaan tussen 1505 en 1510?) was vermoedelijk het middenpaneel van een altaarstuk uit het hoogkoor van de Jeruzalemkerk te Brugge. In de diptiek met de kruisdraging (1522) en een biddende monnik is de rechtstreekse invloed van Marmion zichtbaar. Het is een van de vroegste voorbeelden van een Kruisdraging met Christus ten halven lijve. Tussen 1520 en 1525 schilderde hij in opdracht van de stad Brugge een Laatste Oordeel, dat nogal afwijkt van de conventionele iconografie. 
De verzameling werken toegeschreven aan Provoost bestaat uit ruim honderd schilderijen, waarbij invloeden zichtbaar zijn van Quinten Matsijs, Jheronimus Bosch, Albrecht Dürer en Gerard David.

## Enkele werken
- Kruisiging (ca. 1496), Metropolitan Museum of Art
- Kruisiging (ca. 1500), Groeningemuseum, Brugge
- Diptiek van een minderbroeder, 1522 (paneel), museum Sint-Janshospitaal Brugge
- Maagd in Glorie (ca. 1524), Hermitage Museum
- Laatste Oordeel, 1525, Groeningemuseum Brugge
- De gierigaard en de Dood (paneel), Groeningemuseum, Brugge
- Kruisiging, Museum voor Schone Kunsten (Gent)
- Het Laatste Oordeel, Detroit Institute of Arts
- Maagd en kind (toegeschreven), National Gallery, Londen
- Marteldood van de heilige Catharina van Alexandrië, Koninklijk Museum voor Schone Kunsten Antwerpen
- Piëta, Musée des Beaux-Arts de Dijon
- Madonna, jongen en twee engelen, Casa Museu Eva Klabin, Rio de Janeiro, Brazilië